# Papai

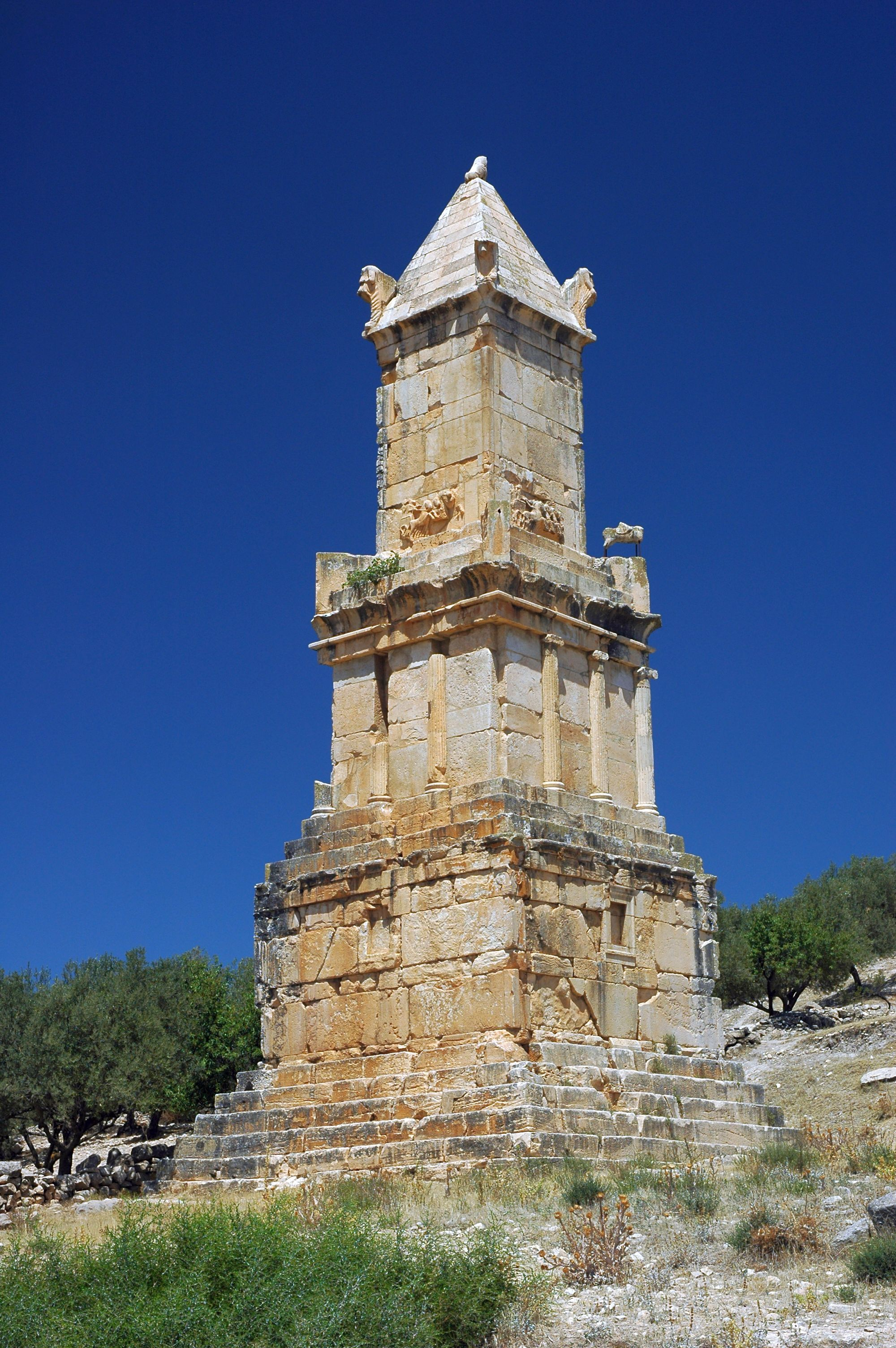
Das Grabmal im Jahr 2008

Papai (numidisch PPY), Sohn des Babai, war ein numidischer Eisenhandwerker. Er war im 2. Jahrhundert v. Chr. in Thugga tätig.
Papai ist neben mehreren anderen Künstlern und Handwerkern auf einer numidisch-punischen Bilingue erwähnt, die an einem Pfeilergrabmal in Thugga gefunden wurde. Auf der Bilingue sind des Weiteren Aṭban, wohl Architekt, die Steinmetze ʿAbdarisch, Zimer und Managai, ihre Assistenten Zazai, Tamôn und Warsakan, die Zimmerleute Ankan und Masidil sowie der Eisenhandwerker Schafot verzeichnet.